# Mjögaresjön
Mjögaresjön är en sjö i Borås kommun i Västergötland och ingår i Viskans huvudavrinningsområde.